# Arik Einstein
Pour les articles homonymes, voir Einstein (homonymie).
Arik Einstein (en hébreu : אריק איינשטיין) est un chanteur et acteur israélien né le 3 janvier 1939 à Tel Aviv et mort le 26 novembre 2013. Il est considéré comme l'un des plus grands chanteurs et auteurs-compositeurs de l'État d’Israël.
Parmi ses chansons les plus célèbres : Petit oiseau (Ouf Gozal), Une chanson de l'après-guerre (Shir shel Akherei Milkhama), Toi et moi (Ani Veata), Prends femme et construis-lui une maison (Kakh lekha isha ouBneh la baït).

## Biographie
Arieh (Arik) Einstein est né à Tel Aviv. Son père, Yaakov Einstein, est acteur au sein de la troupe Ohel. Dans sa jeunesse, il fut champion d'Israël de saut en hauteur . Sur le conseil de son père, il postule pour la troupe d'artistes de Tsahal, et rejoint la brigade des Nahal. En 1963, il épouse Alona dans le hall du théâtre Habima. Le couple divorce au bout de quatre années, après la naissance de leur fille Shiri. Ils se remarient en 1968, et donnent naissance à une seconde fille, Yasmin, en 1971. Leurs deux filles sont mariées aux fils de l'acteur Uri Zohar, ami de jeunesse d'Arik Einstein.
Il est enterré au cimetière Trumpeldor de Tel-Aviv.

## Carrière musicale
En 1959, après son service militaire, Arik Einstein rejoint l'orchestre Batzal Yarok (the Green Onion) et la troupe de théâtre Sambation. En 1960, il sort un premier album solo.
En 1964, il joue dans la comédie Sallah Shabati avec l'acteur Chaim Topol, issu lui aussi du Green Onion.
En 1966, il sort son second album Shar Bishvilekh (avec chansons de Dafna Eilat), et rejoint le groupe The High Windows. Son 3e album sort deux ans plus tard (Mazal Gdi).
Arik Einstein s'est produit avec de nombreux autres chanteurs israéliens, comme Miki Gabrielov, Yoni Rechter, Shem Tov Levy et Shalom Hanoch. Avec ce dernier, il est considéré comme le fondateur du rock israélien.

## Carrière d'acteur
Arik Einstein s'est produit dans une série télévisée dans les années 1970, intitulée Lool (Chicken Coop), dans un genre assez proche des Monty Python Flying Circus.

## Célébrité nationale
En 2005, Arik Einstein a été classé 22e plus grande personnalité israélienne de tous les temps, dans un sondage diffusé par le site web Ynet.

## Discographie
- 1966 : Shar bishvilekh (Chanter pour toi)
- 1968 : Yashan vegam Khadash (Du vieux et aussi du neuf)
- 1968 : Mazal Gdi (Capricorne)
- 1969 : Puzi
- 1970 : Shablul (Escargot)
- 1970 : Plastelina (Plasticine)
- 1971 : Shirey Yeladim (Chansons pour enfants)
- 1971 : Badeshe etzel Avigdor (Sur la pelouse chez Avigdor)
- 1972 : Yasmin (Yasmine)
- 1973 : Hashanim Harishonot (Les premières années)
- 1973 : Eretz Yisrael Hayeshana veHatova (Good Old Land of Israel)
- 1974 : Sa leat (Conduis doucement)
- 1975 : Shirim (Chansons)
- 1976 : Eretz Yisrael Hayeshana veHatova bet (Good Old Land of Israel part 2)
- 1976 : Yeladim (Enfants)
- 1976 : Haahava panim rabot la (L'amour a plusieurs visages)
- 1977 : Eretz Yisrael Hayeshana veHatova Gimel (Good Old Land of Israel part 3)
- 1978 : Leket (Medley)
- 1978 : Yeladudes (Kiddos)
- 1980 : Eretz Yisrael Hayeshana veHatova-Meshirey Sasha Argov (Good Old Land of Israel-Sasha Argov's Songs)
- 1980 : Khamush Bemishkafaim (Armed With Glasses)
- 1981 : Leket Leyladim (Collection for Kids)
- 1982 : Yoshev Al Hagader (Sitting on the Fence)
- 1983 : Shavir (Fragile)
- 1984 : Pesek Zman (Time Out)
- 1984 : Nostalgia-Eretz Yisrael Hayeshana veHatova (Nostalgia-Good Old Land of Israel)
- 1985 : Totzeret Haaretz (Made in Israel)
- 1986 : Ohev Lihiyot Babait (Love Being Home)
- 1987 : Al Gvul Haor (On the Boundary of Light)
- 1988 : meshirey Avraham Halfi (Avraham Halfi's Songs)
- 1989 : hashanim Harishonot (The First Years)
- 1989 : Khaiti Paam Yeled (I was a Boy Once)
- 1992 : Nostalgia-Eretz Yisrael Hayeshana veHatova (Nostalgia-Good Old Land of Israel)
- 1992 : Haarye, Hayona, veTarnegolet Kkhula (The Lion, The Dove, and a Blue Chicken)
- 1995 : Yesh bi Ahava (Got Love in Me)
- 1996 : Ktzat lakakhat Hazara (Take Back a Little)
- 1997 : Lean Parkhu Haparparim (Where Have the Butterflies Gone)
- 1999 : Muscat
- 2002 : Yashan vegam Hadash-remastered (Old and also New)
- 2002 : Shemesh Retuva (Wet Sun)
- 2004 : Shablool-remastered (Snail)
- 2004 : Shtei Gitarot, Bass, Tupim (Two Guitars, Bass, Drums)
- 2006 : Rega'im (Moments)
- 2007 : Kol Ha Tov Shebaolam (All the Good Things in the World)

Avec les High Windows
- 1966 : Hakhalonot hagvohim (The High Windows)

## Filmographie
Acteur
Compositeur
Scénariste